# Њу Хартфорд (Ајова)
Њу Хартфорд (енгл. New Hartford) град је у америчкој савезној држави Ајова. По попису становништва из 2010. у њему је живело 516 становника.

## Демографија
Према попису становништва из 2010. у граду је живело 516 становника, што је -143 (-21.7%) становника више него 2000. године.
| Група             | 2000.       | 2010.       |
| Белци             | 644 (97,7%) | 501 (97,1%) |
| Афроамериканци    | 0 (0,0%)    | 0 (0,0%)    |
| Азијати           | 1 (0,2%)    | 1 (0,2%)    |
| Хиспаноамериканци | 7 (1,1%)    | 8 (1,6%)    |
| Укупно            | 659         | 516         |